# Adam Benzine
Adam Benzine (Reino Unido, 29 de maio de 1982) é um cineasta e jornalista britânico. Como reconhecimento, foi nomeado ao Oscar 2016 na categoria de Melhor Documentário em Curta-metragem por Claude Lanzmann: Spectres of the Shoah.